# Sant Salvador de la Vedella (poble desaparegut)
Sant Salvador de la Vedella era un poble del terme municipal de Cercs (Berguedà) que quedà submergit en construir-se l'embassament de la Baells entre els anys 1970 i 1974. L'únic element que encara es conserva és l'antic monestir i església del segle xii de Sant Salvador de la Vedella, situat en un petit turó que sobresurt del nivell de les aigües del pantà.

## Descripció
L'antic poble de Sant Salvador de la Vedella estava situat a l'esquerra del riu Llobregat, a la confluència amb el torrent de la Nou, davant la Central tèrmica de Cercs (actualment en desús).
El poble estava constituït per diferent elements: la Casa Blanca, els Pisos Nous, el nucli pròpiament dit i les colònies del Carme i de FECSA. La xarxa viària que travessava el poble era la carretera vella, anterior a la C-1411 i el Carrilet.
Els blocs de pisos dels treballadors de l'empresa Carbones de Berga S.A. eren coneguts com a Pisos nous. Es tracta de pisos del tipus de colònia industrial, de planta baixa i tres pisos d'alçada, però amb una gran concentració en horitzontal de pisos de reduïdes dimensions. Hi havia una plaça, on es dipositava la fusta que havia de servir per a les estibacions mineres. Al voltant d'aquesta plaça hi havia l'escola i l'anomenada Casa Blanca. També s'hi trobaven els pisos coneguts com a Can Vadella, amb baixos dedicats al comerç. La fàbrica tèxtil de Manufactures Sant Salvador, amb el seu "xalet" o torre, estava situat al peu del riu. Tres ponts travessaven el Llobregat a l'interior del poble: una passarel·la per a vianants, el pont del carrilet i el pont de la C-1411. També hi havia un pont sobre el torrent de la Nou.

## Etimologia del nom
El nom de Sant Salvador de la Vedella és una evolució o deformació de Sant Salvador de l'Abadella, és a dir, de l'abadia petita. Ara bé, l'Abadella, al mateix temps, prové de la confusió amb un topònim més antic, ja que en documents dels segles xiii i xiv s'han trobat les formes Zavadera, Vadera i Lavedera o Lavadera, utilitzades indistintament, que provindrien del llatí vadum, amb el sentit de gual o lloc on es pot travessar el riu caminant. Així doncs, aquest devia ser el topònim original, el qual es va adjuntar a l'advocació de Sant Salvador (Sant Salvador de la Vadera). En un document de 1322 també es troba la confusió entre l'abadia i la vadera, confusió que acabaria evolucionant en la Vadella i la Vedella actual.

## Història
Sant Salvador de la Vedella ja existia com a monestir des del segle ix. Fins al segle xix va ser una parròquia formada per cases disseminades que tenia com a centre l'església de Sant Salvador de la Vedella (l'antic monestir). Va ser a finals del segle xix, arran de l'explotació de les mines de carbó, que es va formar el nucli de població al peu de l'església de Sant Salvador. Els santuaris de Sant Corneli i de la Consolació, que depenien d'aquesta església, també van donar nom a finals del segle xix a les noves colònies mineres que s'hi van formar. Una bona part de l'espai al voltant de l'antic monestir de Sant Salvador formava part del conreu de la Tuta, una casa adossada al peu mateix del priorat.
El 1970 Sant Salvador de la Vedella tenia encara 1865 habitants. Quan es van iniciar les obres de la presa que havia de negar el poble, es va començar a construir també Sant Jordi de Cercs, prop de l'ermita de Sant Jordi, d'on va prendre el nom, un poble construït de nou per reubicar els habitants desplaçats forçosament per la inundació. La majoria d'habitants de Sant Salvador de la Vedella es van establir a de Sant Jordi de Cercs. Al final, el poble fou venut a una empresa de desguàs que aprofità tot el que fou possible, mentre anava enderrocant els edificis que havien de quedar negats. Fou el 1979 quan l'aigua de l'embassament acabà de cobrir del tot el poble i envoltà la roca on es troba el monestir.